# Allmänna Idrottsklubben Fotboll 2023
Questa voce raccoglie le informazioni riguardanti l'Allmänna Idrottsklubben Fotboll, meglio conosciuto come AIK, nelle competizioni ufficiali della stagione 2023.

## Maglie e sponsor
Nike è nuovamente sponsor tecnico, mentre il nuovo main sponsor è l'app Truecaller.

La prima maglia presenta il classico colore nero con inserti gialli, la seconda maglia invece è nuovamente bianca ma con una banda orizzontale nerogialla sulle spalle.
| Casa | Trasferta |

## Rosa
| N. |                      | Ruolo | Calciatore                     |
| -- | -------------------- | ----- | ------------------------------ |
| 4  | Svezia (bandiera)    | D     | Sotirios Papagiannopoulos      |
| 5  | Svezia (bandiera)    | D     | Alexander Milošević (capitano) |
| 6  | Kosovo (bandiera)    | D     | Jetmir Haliti                  |
| 7  | Danimarca (bandiera) | A     | Viktor Fischer                 |
| 7  | Svezia (bandiera)    | C     | Anton Salétros                 |
| 8  | Svezia (bandiera)    | C     | Bilal Hussein                  |
| 8  | Kosovo (bandiera)    | C     | Bersant Celina                 |
| 9  | Svezia (bandiera)    | A     | Omar Faraj                     |
| 10 | Svezia (bandiera)    | C     | Jimmy Durmaz                   |
| 11 | Svezia (bandiera)    | A     | John Guidetti                  |
| 12 | Svezia (bandiera)    | D     | Axel Björnström                |
| 14 | Nigeria (bandiera)   | C     | Abdussalam Magashy             |
| 15 | Svezia (bandiera)    | P     | Kristoffer Nordfeldt           |
| 16 | Finlandia (bandiera) | D     | Robin Tihi                     |
| 16 | Danimarca (bandiera) | D     | Benjamin Tiedemann Hansen      |

| N. |                                 | Ruolo | Calciatore         |
| -- | ------------------------------- | ----- | ------------------ |
| 17 | Danimarca (bandiera)            | D     | Mads Thychosen     |
| 17 | Lussemburgo (bandiera)          | C     | Vincent Thill      |
| 18 | Svezia (bandiera)               | C     | Abdihakin Ali      |
| 19 | Bosnia ed Erzegovina (bandiera) | C     | Dino Beširović     |
| 20 | Irlanda (bandiera)              | C     | Zachary Elbouzedi  |
| 21 | Svezia (bandiera)               | C     | Elias Durmaz       |
| 22 | Costa d'Avorio (bandiera)       | C     | Aboubakar Keita    |
| 23 | Serbia (bandiera)               | P     | Budimir Janošević  |
| 25 | Kenya (bandiera)                | D     | Erick Otieno       |
| 28 | Cipro (bandiera)                | A     | Iōannīs Pittas     |
| 32 | Portogallo (bandiera)           | D     | Rui Modesto        |
| 35 | Svezia (bandiera)               | P     | Samuel Brolin      |
| 43 | Svezia (bandiera)               | A     | Victor Andersson   |
| 45 | Svezia (bandiera)               | C     | Taha Ayari         |
| 47 | Svezia (bandiera)               | A     | Alexander Fesshaie |

## Risultati

### Allsvenskan

#### Girone di andata
| Arbitro: | Joakim Östling |

|                           |           |                 |
| Boakye 16’ V. Granath 56’ | Marcatori | 60’ Rui Modesto |

| Arbitro: | Kristoffer Karlsson |

|  |           |                                         |
|  | Marcatori | 30’ Nyman 40’ Traustason 82’ Sigurðsson |

| Arbitro: | Glenn Nyberg |

|                           |           |  |
| Fesshaie 41’ Fesshaie 53’ | Marcatori |  |

| Arbitro: | Granit Maqedonci |

|               |           |  |
| Johansson 56’ | Marcatori |  |

| Solna 29 aprile 2023, ore 15:00 5ª giornata | AIK            | 0 – 0 referto | Sirius | Friends Arena (23 502 spett.)\| Arbitro: \| Fredrik Klitte \| |
| Arbitro:                                    | Fredrik Klitte |               |        |                                                               |

| Sölvesborg 3 maggio 2023, ore 19:00 6ª giornata | Mjällby        | 0 – 0 referto | AIK | Strandvallen (2 851 spett.)\| Arbitro: \| Kaspar Sjöberg \| |
| Arbitro:                                        | Kaspar Sjöberg |               |     |                                                             |

| Arbitro: | Glenn Nyberg |

|                                         |           |                 |
| Vecchia 10’ Nanasi 15’ Christiansen 40’ | Marcatori | 8’ (rig.) Faraj |

| Arbitro: | Victor Wolf |

|                                     |           |                        |
| Svensson 13’ (aut.) Rui Modesto 54’ | Marcatori | 5’ Ohlsson 72’ Ohlsson |

| Arbitro: | Granit Maqedonci |

|                              |           |                |
| Campos 13’ (rig.) Salmon 69’ | Marcatori | 45+2’ Guidetti |

| Arbitro: | Andreas Ekberg |

|               |           |  |
| Danielson 82’ | Marcatori |  |

| Arbitro: | Joakim Östling |

|             |           |           |
| Magashy 84’ | Marcatori | 50’ Sætra |

| Arbitro: | Mohammed Al-Hakim |

|             |           |                        |
| Magashy 84’ | Marcatori | 2’ Okkels 30’ Ondrejka |

| Arbitro: | Fredrik Klitte |

|  |           |                                |
|  | Marcatori | 5’ Rui Modesto 18’ Rui Modesto |

| Arbitro: | Glenn Nyberg |

|               |           |                       |
| Thychosen 37’ | Marcatori | 54’ Rygaard 74’ Sadiq |

| Arbitro: | Joakim Östling |

|               |           |                                      |
| Dahlström 83’ | Marcatori | 37’ Papagiannopoulos 45+2’ Thychosen |

#### Girone di ritorno
| Solna 23 luglio 2023, ore 15:00 16ª giornata | AIK           | 0 – 0 referto | Malmö FF | Friends Arena (26 736 spett.)\| Arbitro: \| Adam Ladebäck \| |
| Arbitro:                                     | Adam Ladebäck |               |          |                                                              |

| Arbitro: | Mohammed Al-Hakim |

|  |           |             |
|  | Marcatori | 89’ Hussein |

| Arbitro: | Fredrik Klitte |

|            |           |            |
| Skrabb 31’ | Marcatori | 58’ Pittas |

| Arbitro: | Joakim Östling |

|                      |           |                                |
| Otieno 45’ Faraj 87’ | Marcatori | 17’ Johansson 85’ (aut.) Faraj |

| Arbitro: | Kristoffer Karlsson |

|                                  |           |                |
| Nyman 8’ Traustason 22’ Lind 54’ | Marcatori | 3’ Rui Modesto |

| Arbitro: | Oscar Johnson |

|                                              |           |  |
| Pittas 25’ Rui Modesto 32’ Pittas 59’ (rig.) | Marcatori |  |

| Arbitro: | Adam Ladebäck |

|                                                    |           |                         |
| Erabi 28’ Besara 58’ Đukanović 65’ Đukanović 90+1’ | Marcatori | 24’ Faraj 77’ Thychosen |

| Arbitro: | Granit Maqedonci |

|                                  |           |  |
| Milošević 32’ Ohlsson 71’ (aut.) | Marcatori |  |

| Arbitro: | Fredrik Klitte |

|                       |           |  |
| Pittas 52’ Pittas 90’ | Marcatori |  |

| Arbitro: | Kristoffer Karlsson |

|                           |           |  |
| Chilufya 63’ Chilufya 77’ | Marcatori |  |

| Arbitro: | Joakim Östling |

|              |           |  |
| Salétros 20’ | Marcatori |  |

| Arbitro: | Victor Wolf |

|                                          |           |  |
| Baidoo 14’ Larsson 37’ Baidoo 79’ (rig.) | Marcatori |  |

| Arbitro: | Glenn Nyberg |

|                   |           |                  |
| Pittas 75’ (rig.) | Marcatori | 45+1’ V. Granath |

| Arbitro: | Kristoffer Karlsson |

|                             |           |           |
| Papagiannopoulos 30’ (aut.) | Marcatori | 67’ Ayari |

| Arbitro: | Mohammed Al-Hakim |

|                                  |           |             |
| Pittas 17’ Pittas 19’ Pittas 31’ | Marcatori | 56’ Engvall |

### Svenska Cupen 2022-2023

#### Gruppo 5
| Arbitro: | Granit Maqedonci |

|           |           |              |
| Faraj 16’ | Marcatori | 7’ Johansson |

| Arbitro: | Enzo Vesprini |

|  |           |                                             |
|  | Marcatori | 22’ (rig.) Guidetti 59’ Fischer 62’ Fischer |

| Arbitro: | Bojan Pandžić |

|                                    |           |  |
| Hussein 2’ Haliti 60’ Guidetti 81’ | Marcatori |  |

### Svenska Cupen 2023-2024
| Arbitro: | Farouk Nehdi |

|  |           |                                      |
|  | Marcatori | 51’ Pittas 56’ Ayari 76’ Rui Modesto |